# Kloster Marienstein

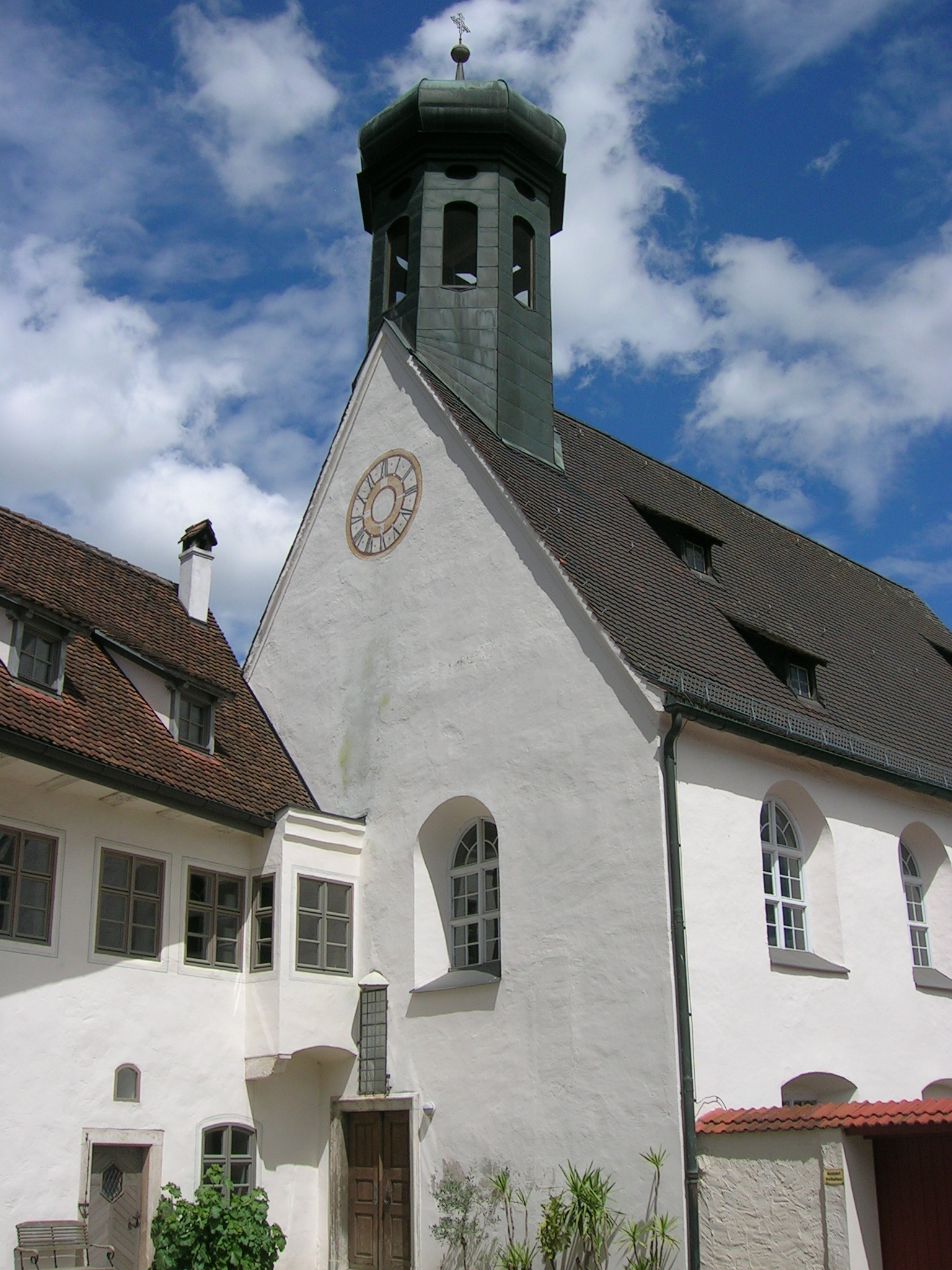
Ehemalige Klosterkirche (heute Filialkirche St. Anna) mit dem Prioratsbau

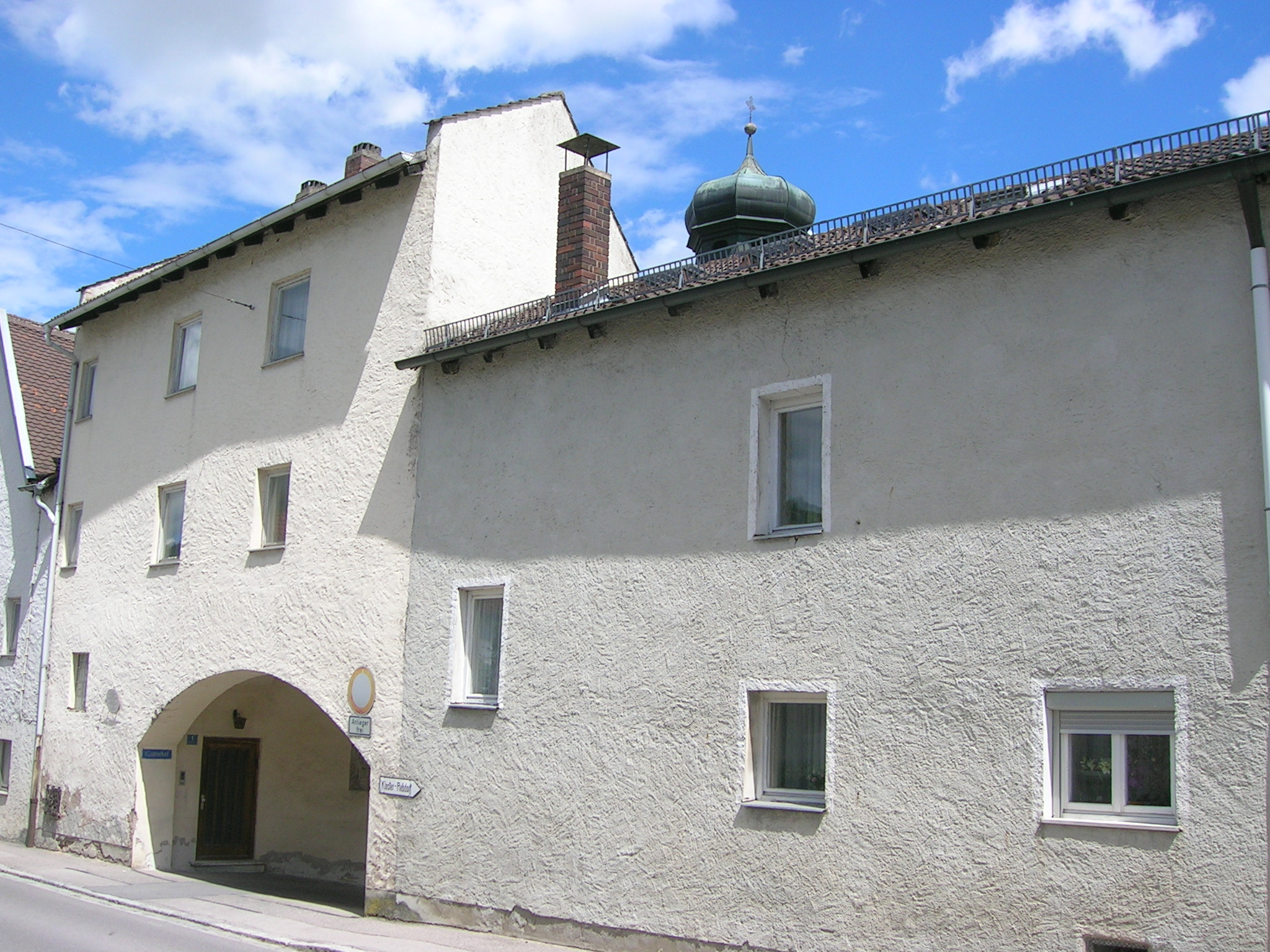
Westseite der ehemaligen Klosteranlage

Das Kloster Marienstein ist ein ehemaliges Kloster der Augustinerchorfrauen im Ortsteil Marienstein der Stadt Eichstätt in Bayern in der Diözese Eichstätt.

## Geschichte

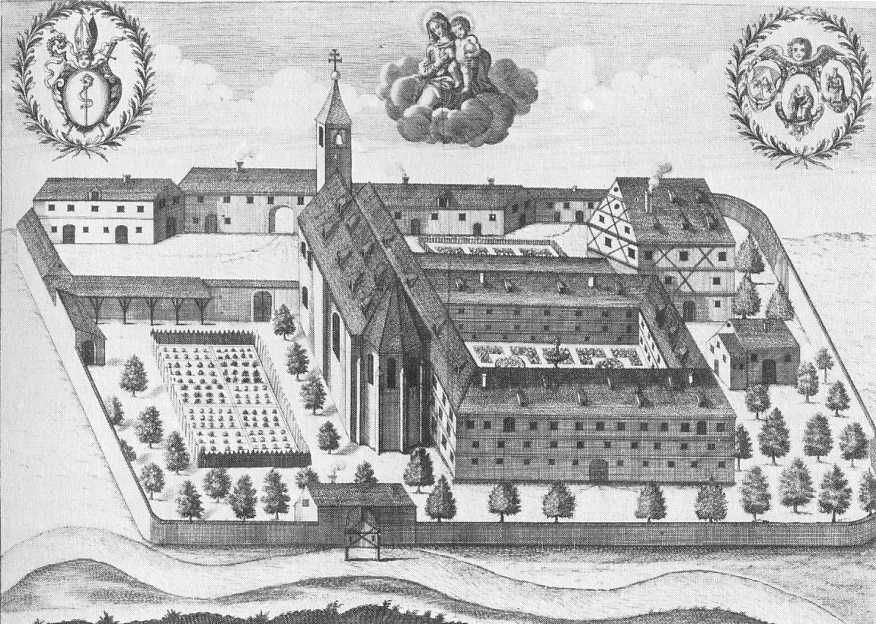
Das Kloster Marienstein nach dem Wiederaufbau. Kupferstich von Joh. Frank um 1680

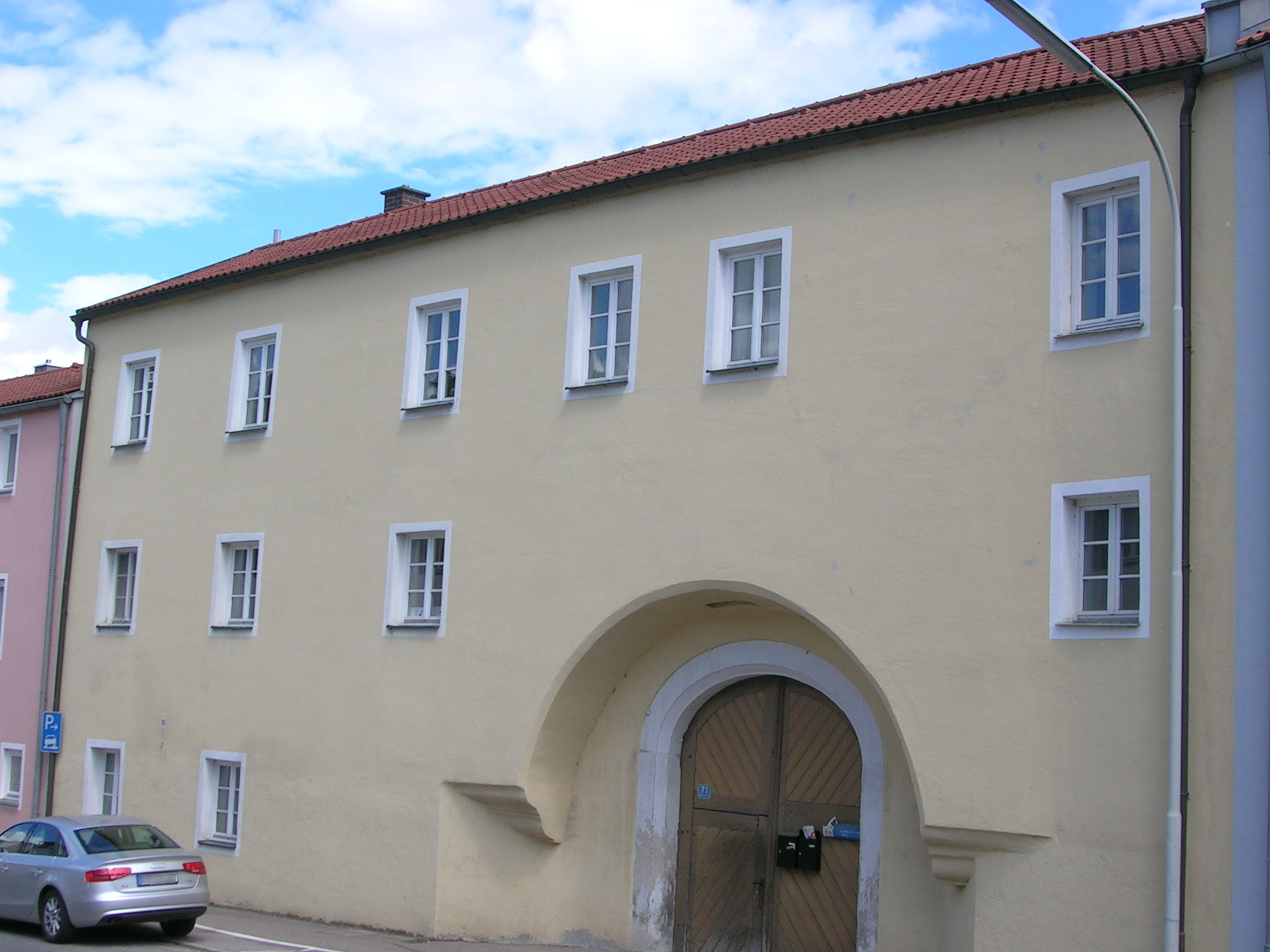
Teil des westlichen Langtrakts

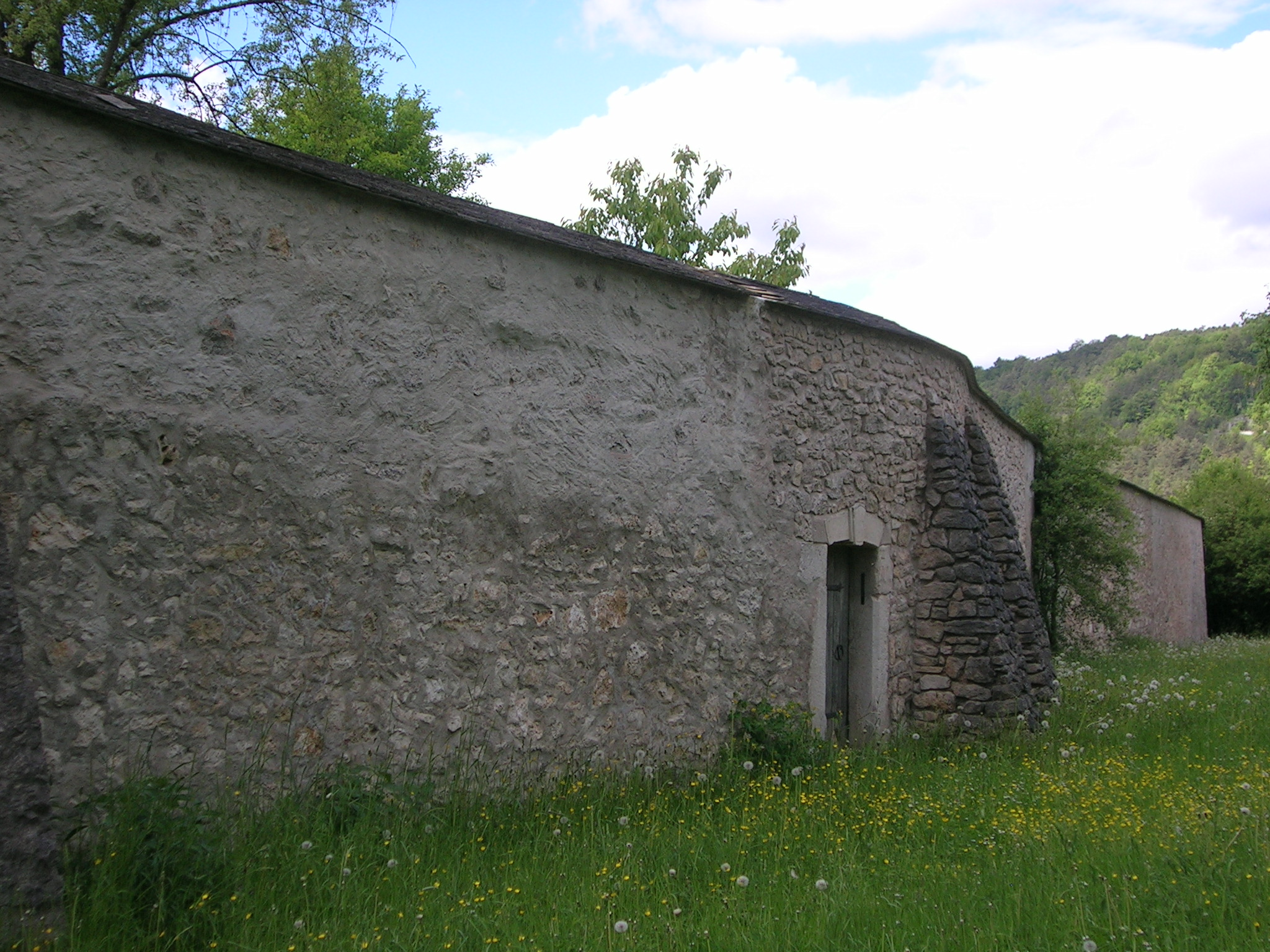
Östlicher Mauerzug

Das Kloster wurde um 1460 nach der Windesheimer Reform durch den Eichstätter Fürstbischof Johann III. von Eych für sechs junge Frauen aus dem Bürgerstand, die gemeinsam ein geistliches Leben führen wollten, gegründet. Unter Walburga Eichhorn, einer Eichstätter Färberstochter, wohnten sie zunächst unter der Leitung der Dominikaner in der Stadt, bezogen dann westlich von Eichstätt den 1216 erstmals urkundlich erwähnten Weiler „staingrub“, woraus sich, unter Berücksichtigung der Schutzherrin ihres Gemeinschaftslebens, der Gottesmutter Maria, die Bezeichnung „Maria-stain“ (heute: Ortsteil Marienstein von Eichstätt) entwickelte. 1469 bestätigte Bischof Wilhelm von Reichenau ein „oratorium et domus sub vocabulo Mariestein“, also eine Kapelle und ein Haus der Schwestern unter dem Namen Mariestein. 1470 wurde mit dem Klosterbau begonnen, ein Jahr später erfolgte die Weihe. Im gleichen Jahr verkaufte das Kloster sein ursprüngliches Haus in der Webergasse zu Eichstätt. Der Konvent, nunmehr unter der Obhut des benachbarten Augustiner-Chorherrenstiftes Rebdorf stehend, übernahm die Regel des hl. Augustinus und die weiße Ordenstracht. Nach Verleihung von Statuten durch den Fürstbischof wurde Walburga Eichhorn 1471 die erste Priorin des Klosters.
Das Kloster konnte sich zunächst ruhig entwickeln und galt gegen Ende des 16. Jahrhunderts als wirtschaftlich gesund. Durchschnittlich lebten im Kloster 40 Frauen, etwa 20 davon als Chorfrauen, 12 als Arbeitsschwestern die übrigen als Novizinnen bzw. Schülerinnen. Es herrschte durchaus eine aszetische und literarische Blütezeit, als Bauernkrieg und Reformation Unruhe in das Kloster brachten. Mehrmals nahm das Kloster anderswo aus Glaubensgründen vertriebene Frauenkonvente auf, so u. a. die Priorin Charitas Langenmantel 1544 die von Pfalzgraf Ottheinrich vertriebenen Benediktinerinnen aus dem Kloster Bergen bei Neuburg an der Donau. Charitas Langenmantel war die Schwester des Freisinger Domherrn Christoph Langenmantel (1488–1538), der Luther 1518 in Augsburg zur Flucht verhalf. 1546 musste der Konvent Marienstein selbst für eine Zeit lang in der Bischofsstadt bei den Benediktinerinnen von St. Walburg Zuflucht nehmen.
Die schlimmste Prüfung brachte der Dreißigjährige Krieg; am 7. Februar 1634 plünderten und brandschatzten die schwedischen Truppen Kirche und Kloster. Priorin war zu diesem Zeitpunkt im dritten Jahr Klara Staiger (auch: Clara Staiger; Geburtsname: Katharina Staiger), die 1631 bis 1650 ein Tagebuch führte und mit ihm aus heutiger Sicht eine wichtige regional- und zeitgeschichtliche Quelle schuf. Die Nonnen hatten rechtzeitig auf die nahe Willibaldsburg flüchten können, von wo aus sie den Niedergang ihres Klosters mitansehen mussten. Danach fanden sie erneut Zuflucht in St. Walburg, bis auch die Stadt von den Schweden eingenommen und größtenteils zerstört wurde.
Mit dem Wiederaufbau wurde noch unter Klara Staiger begonnen, aber erst unter Klaras Nachfolgerin Agnes Sartor 1669 unter Fürstbischof Marquard II. Graf Schenk von Castell zum Abschluss gebracht. Dessen Mutter Katharina war eine große Wohltäterin des Klosters. Bereits seit 1635 war das Prioratshaus wieder errichtet.
Im Zuge der Säkularisation wurde das Kloster 1806 säkularisiert und 1832 aufgelöst. 1833 wurde die Klosterkirche „Maria Heimsuchung“ geschlossen und ausgeräumt. Von der Einrichtung kam der Hochaltar in die Kirche von Großnottersdorf bei Titting, ein Seitenaltarbild nach St. Salvator in Bettbrunn, eine Marienfigur aus dem frühen 16. Jahrhundert nach Eberswang und eine Monstranz nach Möckenlohe bei Eichstätt. 1835 wurden die Reliquien des hl. Cölestin in die Dominikanerklosterkirche St. Peter in Eichstätt überführt. 1836 zogen die letzten Schwestern ab. 1838 erfolgte der Verkauf des aufgelassenen Klosters an Privatleute, die es größtenteils abbrachen.
1842 wurde die profanierte Klosterkirche als Filialkirche St. Anna der Eichstätter Pfarrei St. Walburg wieder für Gottesdienste der Gemeinde Marienstein geöffnet, 1843 renoviert und neu geweiht. Der Prioratsbau mit Stuck, Deckenfresko „Maria Hilf“ (um 1720) und Kassettendecken wurde 2002 renoviert. Die ehemalige Klosteranlage ist trotz der Abbrüche als geschlossene Baugruppe mit Torbau und Wirtschaftsgebäuden noch gut erkennbar.